# Eberhard Klitzsch
Hans Eberhard Klitzsch (* 18. August 1933 in Remda, Thüringen; † 20. September 2018 in Berlin) war ein deutscher Geologe und Professor im Fachbereich Bergbau und Geowissenschaften.

## Leben
Eberhard Klitzsch, Sohn von Hertha Klitzsch, geborene Grünwald, und dem Förster Rudolf Klitzsch, besuchte die Schule in Schulpforta. Er studierte Geologie an der Friedrich-Schiller-Universität Jena und an der FU Berlin, wo er 1957 den Abschluss als Diplom-Geologe machte. Nach der Promotion zum Dr. rer. nat. im Jahr 1958 ging er als Erdölgeologe in die Wirtschaft und arbeitete von 1959 bis 1967 als Explorationsgeologe in der Erdölexploration in Nordafrika, insbesondere in der Sahara. Von 1965 bis 1966 leitete er die Petr. Expl. Soc. Libyens.
Im Jahr 1967 wechselte er an die Technische Universität Berlin, wo er als wissenschaftlicher Mitarbeiter am Aufbau der Erdölgeologie, der Photogeologie und der Hydrogeologie beteiligt war. 1969 habilitierte er sich an der TU Berlin über die Strukturgeschichte der Zentralsahara. 1970 wurde er, berufen 1969, Professor für Geologie im Fachbereich Bergbau und Geowissenschaften an der TU Berlin. 1981 wurde Eberhard Klitzsch zum Sprecher des Sonderforschungsbereichs (SFB) 69 an der TU Berlin „Geowissenschaftliche Probleme in ariden und semiariden Gebieten“ gewählt und hielt diese Stellung bis 1995. Von 1977 bis 1983 war er Beiratsmitglied der Geologischen Vereinigung. Zum 30. September 1998 wurde Klitzsch emeritiert.
Seit 1972 leitete er diverse Forschungsprojekte der Deutschen Forschungsgemeinschaft (DFG) in Nordafrika. Aus dem Sonderforschungsbereich der DFG entstand der Forschungsschwerpunkt für internationale Geosystemanalyse Geosys. Er verfasste zahlreiche Fachbeiträge und bemühte sich um die populärwissenschaftliche Vermittlung der Geologie.

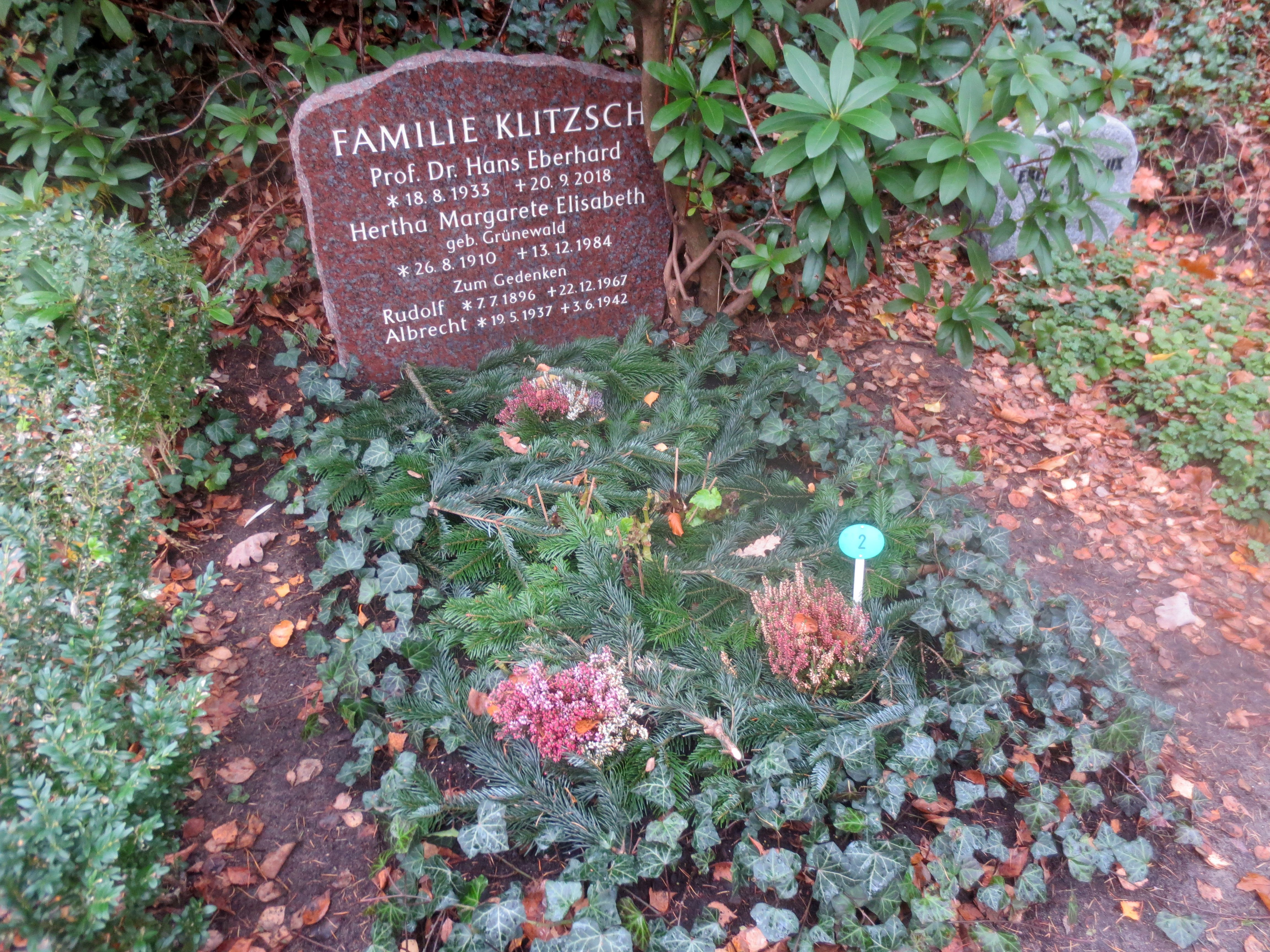
Grab von Eberhard Klitzsch auf dem Friedhof Heerstraße in Berlin-Westend

Eberhard Klitzsch war evangelisch, in zweiter Ehe verheiratet mit Eva-Maria Klitzsch, geborene Michaelis. Er hatte drei Kinder (Michael, Barbara und aus erster Ehe Christina). Klitzsch starb, vier Wochen vor seinem 85. Geburtstag, am 20. September 2018 in Berlin. Die Trauerfeier fand am 26. Oktober 2018 in der Kapelle des landeseigenen Friedhofs Heerstraße in Berlin-Westend statt. Die letzte Ruhestätte von Eberhard Klitzsch ist ein Familiengrab auf dem Friedhof.

## Ehrungen
- Ehrenmitglied der Geological Society of Africa
- Zahlreiche Ehrendoktorwürden[4][5]
- Bundesverdienstkreuz am Bande (17. März 1988)[6]
- Klitzsch-Afrika-Colloquium an der Beuth Hochschule für Technik Berlin[7]